# 虛擬實境攝影
虚拟现实摄影（英語：Virtual reality photography），簡稱VR摄影（英語：VR photography），又名全景摄影，它是一种广角全景照片的查看方式，通常包含360度圆形或球面的视角。
VR摄影是拍摄或创作完整场景作为单个图像的艺术，效果犹如在围绕单个中心点和旋转时所观察到的画面。通常它是用许多张360度旋转拍摄的照片拼接在一起，或者用一台全向照相机拍摄，完整的虚拟现实图像也可以完全是计算机生成的效果，或者是摄影与计算机生成对象的组合体。VR摄影与在真实或虚构环境中模拟人机交互的历史息息相关，用户可以在虚拟世界中交互和操纵。
QuickTime VR（QTVR）是最初的互动全景格式，苹果公司的QuickTime软件是其查看器软件。最新版本的Microsoft Windows也通过.pano文件扩展名提供内置支持。目前也有越来越多的播放器和插件。其中许多基于Flash，但也有些使用Java、SilverLight，还有使用OpenGL和WebGL定制的程序，乃至JavaScript。大多数播放器可以在全景播放器比较条目中找到。
VR摄影也可用于在360度视角（360度摄影，通常称为360度物体VR、360度产品摄影、360度产品图像或360度产品视角）中显示对象。它们是通过在物体360度旋转是拍摄一系列图像而得到的（相机保持在固定位置）。输出将是一系列的单独图像（通常为JPG格式），然后可以使用HTML5、JavaScript和/或Flash组成一个交互式360度视图。360度物体VR常用于电子商务领域。

## 外部资料
- 中的“College virtual tours”
- 中的“Panoramic/360° photography techniques and styles”
- 中的“Panoramic image galleries”
- The World Wide Panorama Project （页面存档备份，存于） - a series of ongoing worldwide VR Photography events
- IVRPA （页面存档备份，存于） - The International VR Photography Association
- Virtual tours of Britain （页面存档备份，存于） - Quicktime VR photography
- Windows 8.1 Panorama Files （页面存档备份，存于）
- What are .pano files? （页面存档备份，存于）